# カニャール県
カニャール県（カニャールけん、Provincia de Cañar）は、エクアドルの県。県都はアソゲス。2005年国勢調査の時点で、県内の人口は221,045人である。県には、カニャーリの征服の結果であり、インカの都市として最もよく知られる、16世紀のインガピルカ遺跡がある。

## 隣接する県
- チンボラソ県
- モロナ・サンティアゴ県
- アスアイ県
- グアヤス県

## 郡
県は、6のカントン（郡）に分かれる。下記の表には、2001年国勢調査時点での各郡の人口と平方メートル (km2)での面積、郡都を表記する。
| 郡             | 人口 (2001) | 面積 (km²) | 郡都           |
| -------------- | ----------- | ---------- | -------------- |
| アソゲス       | 64,910      | 613        | アソゲス       |
| ビブリアン     | 20,727      | 227        | ビブリアン     |
| カニャール     | 58,185      | 1,804      | カニャール     |
| デレク         | 6,221       | 78         | デレク         |
| エル・タンボ   | 8,251       | 65         | エル・タンボ   |
| ススカル       | 4,419       | 31         | ススカル       |
| ラ・トロンカル | 10,000      | 328        | ラ・トロンカル |